# Бутан (вещество)
Бута́н (C4H10) — органическое соединение, углеводород класса алканов. В химии название используется в основном для обозначения н-бутана. Такое же название имеет смесь н-бутана и его изомера изобутана CH(CH3)3. Название происходит от корня «бут-» (французское название масляной кислоты — acide butyrique, от др.-греч. βούτῡρον, масло) и суффикса «-ан» (принадлежность к алканам). Вдыхание бутана вызывает дисфункцию лёгочно-дыхательного аппарата. Содержится в природном газе, образуется при крекинге нефтепродуктов, при разделении попутного нефтяного газа, «жирного» природного газа. Как представитель углеводородных газов пожаро- и взрывоопасен, малотоксичен, имеет специфический характерный запах, обладает наркотическими свойствами. По степени воздействия на организм газ относится к веществам 4-го класса опасности (малоопасные) по ГОСТ 12.1.007-76. Вредно воздействует на нервную систему. При использовании в токсикомании может вызывать сильное привыкание.

## Изомерия
Бутан имеет два изомера:
| название | формула         | структурная формула | температура плавления, °С | температура кипения, °С |
| -------- | --------------- | ------------------- | ------------------------- | ----------------------- |
| н-бутан  | CH3–CH2–CH2–CH3 |                     | -138,4                    | -0,5                    |
| изобутан | CH(CH3)3        |                     | −159,6                    | −11,7                   |

## Физические свойства
- Бутан — бесцветный горючий газ, со специфическим запахом, при нормальном давлении легко сжижаем от −0,5 °C, замерзает при −138 °C; при повышенном давлении и обычной температуре — легколетучая жидкость. Критическая температура — 152 °C, критическое давление — 3,797 МПа.
- Растворимость в воде — 6,1 мг в 100 мл (для н-бутана, при 20 °C), значительно лучше растворяется в органических растворителях[8]). Может образовывать азеотропную смесь с водой при температуре около 100 °C и давлении 10 атм.
- Плотность жидкой фазы — 580 кг/м³[9]
- Плотность газовой фазы при нормальных условиях — 2,703 кг/м³.
- Теплота сгорания 45,8 МДж/кг (2657 кДж/моль (см.[10]).

Плотность бутана существенно зависит от температуры.

## Нахождение и получение
- Можно получить путем электролиза пропионовой кислоты:

{\displaystyle {\ce {2C2H5COO- = 2CO2 + C4H10}}}

## Сероочистка (демеркаптанизация) бутановой фракции
Прямогонную бутановую фракцию необходимо очищать от сернистых соединений, которые в основном представлены метил- и этил- меркаптанами. Метод очистки бутановой фракции от меркаптанов заключается в щёлочной экстракции меркаптанов из углеводородной фракции и последующей регенерации щёлочи в присутствии гомогенных или гетерогенных катализаторов кислородом воздуха с выделением дисульфидного масла.

## Применение и реакции
При свободнорадикальном хлорировании образует смесь 1-хлор- и 2-хлорбутана. Их соотношение хорошо объясняется разницей в прочности связей С—Н в позиции 1 и 2 (425 и 411 кДж/моль).
При полном сгорании на воздухе образует углекислый газ и воду. Бутан применяется в смеси с пропаном в зажигалках, в газовых баллонах в сжиженном состоянии. Температура кипения бутана −0,5 °C, значительно выше, чем у пропана (−42 °C), поэтому в чистом виде его можно использовать только в теплом климате. Иногда используются «зимние» и «летние» смеси с различным составом (в летних бутана до 50 %, в зимних — не больше 15 %). Теплота сгорания 1 кг — 45,7 МДж (12,72 кВт·ч).
{\displaystyle {\mathsf {2C_{4}H_{10}+13O_{2}\rightarrow 8CO_{2}+10H_{2}O}}}
При недостатке кислорода образуется сажа, угарный газ или их смесь:
{\displaystyle {\mathsf {2C_{4}H_{10}+5O_{2}\rightarrow 8C+10H_{2}O}}}
{\displaystyle {\mathsf {2C_{4}H_{10}+9O_{2}\rightarrow 8CO+10H_{2}O}}}
Фирмой DuPont разработан метод получения малеинового ангидрида из н-бутана при каталитическом окислении:
{\displaystyle {\mathsf {2C_{4}H_{10}+7O_{2}\rightarrow 2C_{4}H_{2}O_{3}+8H_{2}O}}}
н-Бутан — сырьё для получения бутилена, 1,3-бутадиена, компонент бензинов с высоким октановым числом.
Бутан высокой чистоты и особенно изобутан может быть использован в качестве хладагента в холодильных установках. Производительность таких систем немного ниже, чем фреоновых, но бутан безопасен для окружающей среды, в отличие от фреоновых хладагентов.
В пищевой промышленности бутан зарегистрирован в качестве пищевой добавки E943a, а изобутан — E943b, как пропеллент.

## Безопасность
Легковоспламеним. Пределы взрываемости 1,4—9,3 % в воздухе по объёму. ПДК в воздухе рабочей зоны — 300 мг/м³.